# 巴尕乌图布拉格牧场
巴尕乌图布拉格牧场，是中华人民共和国新疆维吾尔自治区塔城地区和布克赛尔蒙古自治县下辖的一个乡镇级行政单位。

## 行政区划
巴尕乌图布拉格牧场下辖以下地区：
巴尕乌图布拉格队、加林塔然队和乌兰哈德队。